# Étienne Rognon
Étienne Rognon est un homme politique français né le 17 septembre 1869 à Lyon (Rhône) et décédé le 18 mars 1948 à Paris.

## Biographie
Ouvrier sculpteur sur bois, syndicaliste, il milite dans les rangs du Parti ouvrier français (POF) puis du Parti socialiste unifié après 1905. Il crée la fédération de l'ameublement et le syndicat des ouvriers sculpteurs. Il participe à la création du journal L'Avenir[Lequel ?]. Conseiller municipal de Lyon en 1904, il est député du Rhône de 1909 à 1932, inscrit au groupe socialiste.

## Odonymie
La rue Étienne-Rognon, située dans le 7e arrondissement de Lyon porte son nom.

## Sources
- « Étienne Rognon », dans le Dictionnaire des parlementaires français (1889-1940), sous la direction de Jean Jolly, PUF, 1960 [détail de l’édition]